# Dresden Challenger 1996
Il Dresden Challenger 1996 è stato un torneo di tennis facente parte della categoria ATP Challenger Series nell'ambito dell'ATP Challenger Series 1996. Il torneo si è giocato a Dresda in Germania dal 13 al 19 maggio 1996 su campi in terra rossa.

## Vincitori

### Singolare
Patrik Fredriksson ha battuto in finale  Galo Blanco con il punteggio di 6–4, 6–4

### Doppio
Ola Kristiansson /  Marten Renström hanno battuto in finale  Ģirts Dzelde /  Tomas Nydahl con il punteggio di 3–6, 6–2, 7–5